# Rodrigo Alejandro Nieto Enríquez
Rodrigo Alejandro Nieto Enríquez (Villa del Carbón, Estado de México; 21 de agosto de 1950) es un arquitecto y político mexicano. Desde el 1 de octubre de 2016 se desempeña como Oficial Mayor de la Secretaría de Desarrollo Social.

## Estudios
Estudió la carrera de Arquitectura en la Universidad Autónoma del Estado de México de donde egresó en el año de 1972, obteniendo el título de Arquitecto en 1974. 
Al obtener una beca por parte del Consejo Nacional de Ciencia y Tecnología, del Gobierno del Estado de México y del Banco de México, inició sus estudios de Maestría en 1973. Obtuvo el título de Maestro en Planeación Urbana y Regional en 1975 y el de Maestro en Economía en 1977, ambos en la University of Southern California en Los Ángeles, California. Su carrera profesional la ha dedicado principalmente a diferentes áreas de la administración pública estatal y federal centrando su interés por los temas relacionados con el desarrollo regional, urbano y de vivienda. 
Su primera experiencia fue como integrante del equipo encargado del diseño de la ciudad de Cuautitlán Izcalli en 1970-1971, misma que desde el inicio, se delineó integralmente, y que posteriormente, se constituiría en un municipio conurbado del Valle de México.
En este mismo ámbito de colaboración con instituciones vanguardistas, Alejandro Nieto formó parte del equipo que dirigía el arquitecto Pedro Ramírez Vázquez y colaboró en distintos trabajos con el Instituto de Acción Urbana e Integración Social del Estado de México. El  AURIS se distinguió en los años 70´s por ser un modelo para las demás instituciones al abordar no solo los temas de diseño y planificación de las ciudades, sino también, porque incorporaba elementos de participación comunitaria.

## Carrera política

### Gobierno Federal
Su primer espacio de trabajo a nivel federal fue en la Dirección General de Equipamiento Urbano y Vivienda  en 1977, al crearse la Secretaría de Asentamientos Humanos y Obras Públicas.
En 1980, se reincorporó nuevamente al Gobierno Federal como Coordinador de Asesores del Subsecretario de Asentamientos Humanos en la SAHOP en aquel entonces dirigida también por el arquitecto Pedro Ramírez Vázquez.
En 1981, presidió la Delegación Mexicana que acudió a la Reunión Mundial sobre Asentamientos Humanos que se llevó a cabo en Manila, Filipinas.
Con la creación de la Secretaría de Desarrollo Urbano y Ecología, fue nombrado director general de Tierra para Vivienda de la Subsecretaría  de Vivienda, (1982-1985).
En 1995 fue designado como coordinador del INFONAVIT en el Distrito Federal, formando parte del grupo que diseñó las nuevas reglas de operación derivadas de la reforma legal que dio origen a las cuentas individuales del fondo de vivienda.
En diciembre de 2012, fue designado como director general de la Comisión Nacional de Vivienda y en mayo de 2013, fue nombrado Subsecretario de Desarrollo Urbano y Vivienda de la Secretaría de Desarrollo Agrario, Territorial y Urbano, cargo que desempeñó hasta septiembre de 2015. 
Tuvo a su cargo desde 2014 las tareas preparatorias de México relacionadas con la Conferencia de Vivienda y Desarrollo Urbano Sostenible Hábitat III, que se celebró en Quito, Ecuador en octubre de 2016. 
Participó de manera activa en el diseño de la política pública para conformar un nuevo modelo de ciudades en el país. Desde la SEDATU, impulsó nuevas estrategias y programas vinculados a la prevención social del delito y la delincuencia, a la compactación y consolidación de la ciudad, al impulso de los programas de movilidad urbana sustentable y a la adopción de nuevos esquemas para la identificación y prevención de riesgos urbanos.
En junio de 2016 fue nombrado coordinador del Instituto Nacional para el Desarrollo Municipal, órgano desconcentrado de la Secretaría de Gobernación desde donde propuso acciones concretas de atención diferenciada de los municipios del país en el marco de una Nueva Agenda para el Desarrollo Municipal.

### Gobierno del Estado de México
En 1985 tras su paso por el Gobierno Federal, fue invitado a colaborar en el Gobierno del  Estado de México inicialmente como director general de Catastro de la Secretaría de Finanzas y después como Secretario de Desarrollo Económico del Gobierno Estatal.
En la siguiente administración y como director general del Organismo Centros Estratégicos de Crecimiento, tuvo a su cargo el diseño y coordinación del primer programa de Solidaridad en el país que se ejecutó en el Municipio de Chalco (1989-1990).
En 1998 fue designado Secretario de Desarrollo Urbano y Obras Públicas en el Gobierno del Estado de México. Para 2008, se incorpora nuevamente en el Gobierno del Estado de México como Subsecretario de Desarrollo Político.

### Diputado Federal
Fue postulado como candidato a  diputado federal y formó parte de la LV Legislatura del Congreso de la Unión (1991-1994), en la que participó en diversas Comisiones y fungió como secretario de la Comisión de Asentamientos Humanos y presidente de la Comisión de Reconstrucción del Palacio Legislativo de San Lázaro.

### Proceso electoral federal 2012
En 2012 fue nombrado secretario técnico de la Coordinación General de la Campaña del Candidato Enrique Peña Nieto. Para septiembre de 2012 fue nombrado secretario técnico de la Transición Gubernamental.

### Ámbito internacional
En 1978, se incorporó al Programa de Naciones Unidas para el Hábitat mediante el Programa Regional de Asentamientos Humanos para América Latina de ONU-Hábitat en donde colaboró como Planificador Junior por dos años.
Ha representado a México en Conferencias y Congresos y ha sido invitado por la Unión Europea y países como Colombia y Guatemala a participar en diversas tareas relacionadas con las materias. 

### Academia
En el ámbito académico, ha sido profesor e investigador en la escuela de Arquitectura de la UAEM, así como en las Facultades de Administración Pública, Economía e Ingeniería de la misma Universidad. Asimismo, fue docente en  el Departamento de Economía del Instituto Tecnológico Autónomo de México.
Fue responsable de la coordinación de estudios de posgrado  y dirigió, con un grupo de profesores, la creación y fundación de la nueva Escuela de Planeación Urbana y Regional de la UAEM, misma que desde 1985 ha formado a más de 25 generaciones de planificadores urbanos. Ha impartido múltiples conferencias y ha participado como panelista en foros, seminarios y congresos en diversos países.

### Actividad privada
En una nueva fase de su carrera profesional, se desempeñó por siete años, como Director Corporativo de dos de los principales grupos desarrolladores de vivienda del país.